# Marina da Glória
Die Marina da Glória ist eine Marina im Stadtteil Glória, in der Stadt Rio de Janeiro in Brasilien. Sie liegt an der Avenida Infante Dom Henrique.

## Geschichte
Die Marina da Glória wurde im Jahr 1979 eingeweiht. Der Hafen war ein Projekt der Architekten Amaro Machado und dem auf nautische Infrastruktur spezialisierten Portugiesen Duarte Belo. Für die Panamerikanischen Spiele 2007 wurde der Hafen saniert, erweitert und mit der Einrichtung eines Touristen- und Handelszentrums begonnen. Die letzte große Modernisierung konnte im Jahr 2016 abgeschlossen werden.

## Angebot
Die Marina ist Teil des Parque Brigadeiro Eduardo Gomes (Flamengo Park) und liegt an der Guanabara-Bucht im Zentrum der Stadt, in unmittelbarer Nähe des Flughafens Rio de Janeiro-Santos Dumont. Jachten bis zu einer Größe von 60 Metern können hier fest machen. Zusätzlich zu den nautischen Dienstleistungen, beherbergt die Marina zwei Säle für Veranstaltungen, fünf Restaurants, 24 Geschäfte inklusive einer Tauchbasis. Nach der Modernisierung im Jahr 2016 hat die Marina heute Platz für 415 Boote im Wasser und Lagerkapazitäten für weitere 240 Bote auf dem Land. Weiterhin verfügt sie über 470 kostenpflichtige Parkplätze. Für die Sanierung und Erweiterung wurden etwa 70 Millionen R$ von privaten Investoren ausgegeben.

## Veranstaltungen
- Im Jahr 2007 wurde die Marina bei den Panamerikanischen Spielen als Abfahrts- und Ankunftsort der Boote verwendet, die an den Segelwettbewerben teilnahmen.
- Im Jahr 2011 war die Bühne der Marina Ort der Auslosungen der FIFA Fußball-Weltmeisterschaft 2014. Dies war die erste offizielle Veranstaltung des Wettbewerbs in dem Gastgeberland Brasilien.[4]
- Im Jahr 2016 fanden hier die Segelwettbewerbe der Olympischen Sommerspiele 2016 und der Sommer-Paralympics 2016 statt.[5]
- Im Jahr 2017 fand das Festival de Inverno Rio 2017, ein dreitägiges Festival im Rahmen des Musikfestivals Rock in Rio in der Marina statt.[6]

## Wasserverschmutzung
Die Marina da Glória als Austragungsort für die Segelwettkämpfe stand bei den Olympischen Spielen 2016 in der Kritik der an den Wettbewerben teilnehmenden Sportlern, da die Wasserqualität in der Guanabara-Bucht sehr schlecht ist. Viele Bäche und Flüsse Münden in die Guanabara-Bucht, oft stammt das ungeklärte Wasser aus einer der umliegenden Favelas und ist mit Keimen und Müll belastet.

## Galerie

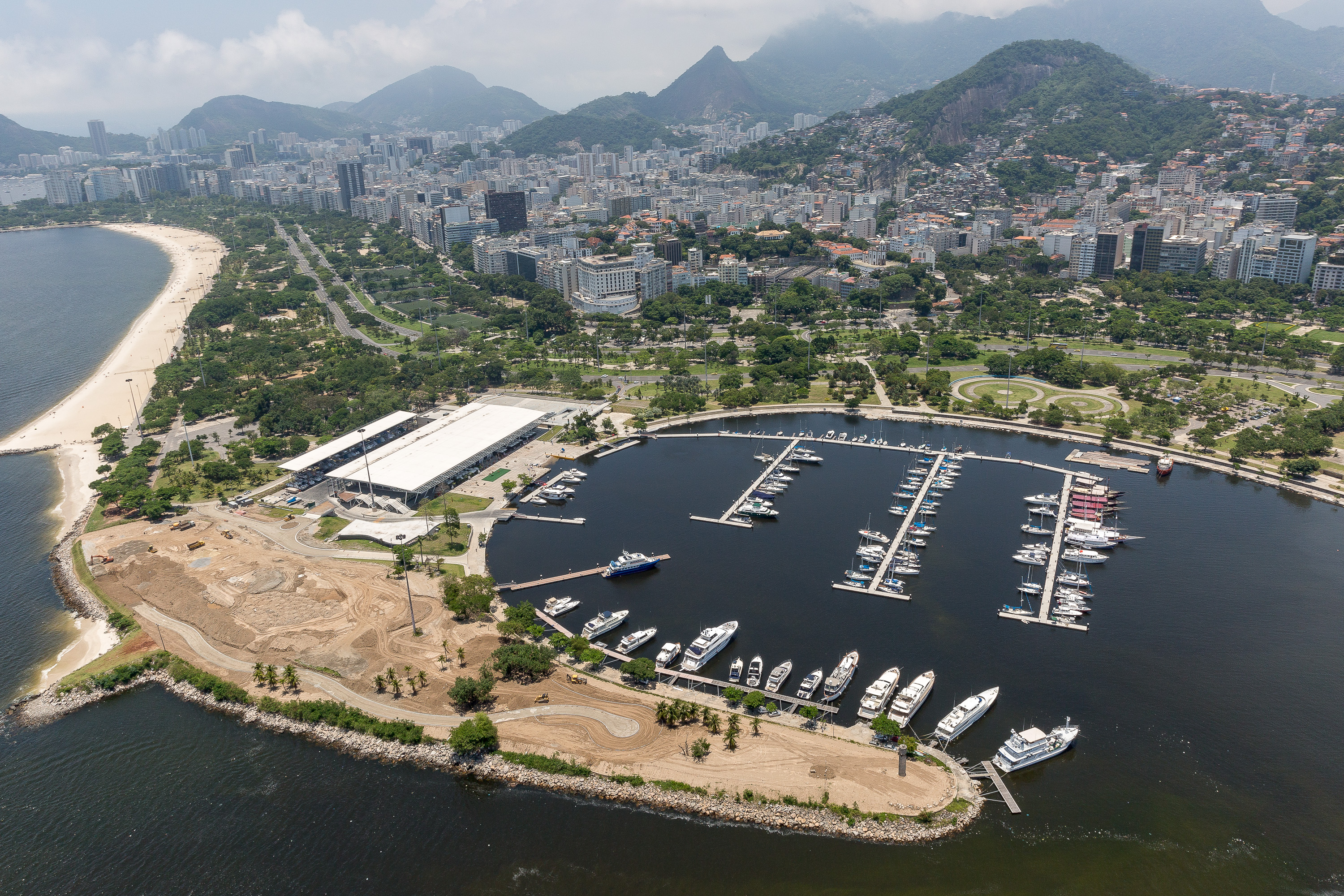
Luftbild der Marina da Glória mit dem Neubau aus dem Jahr 2016
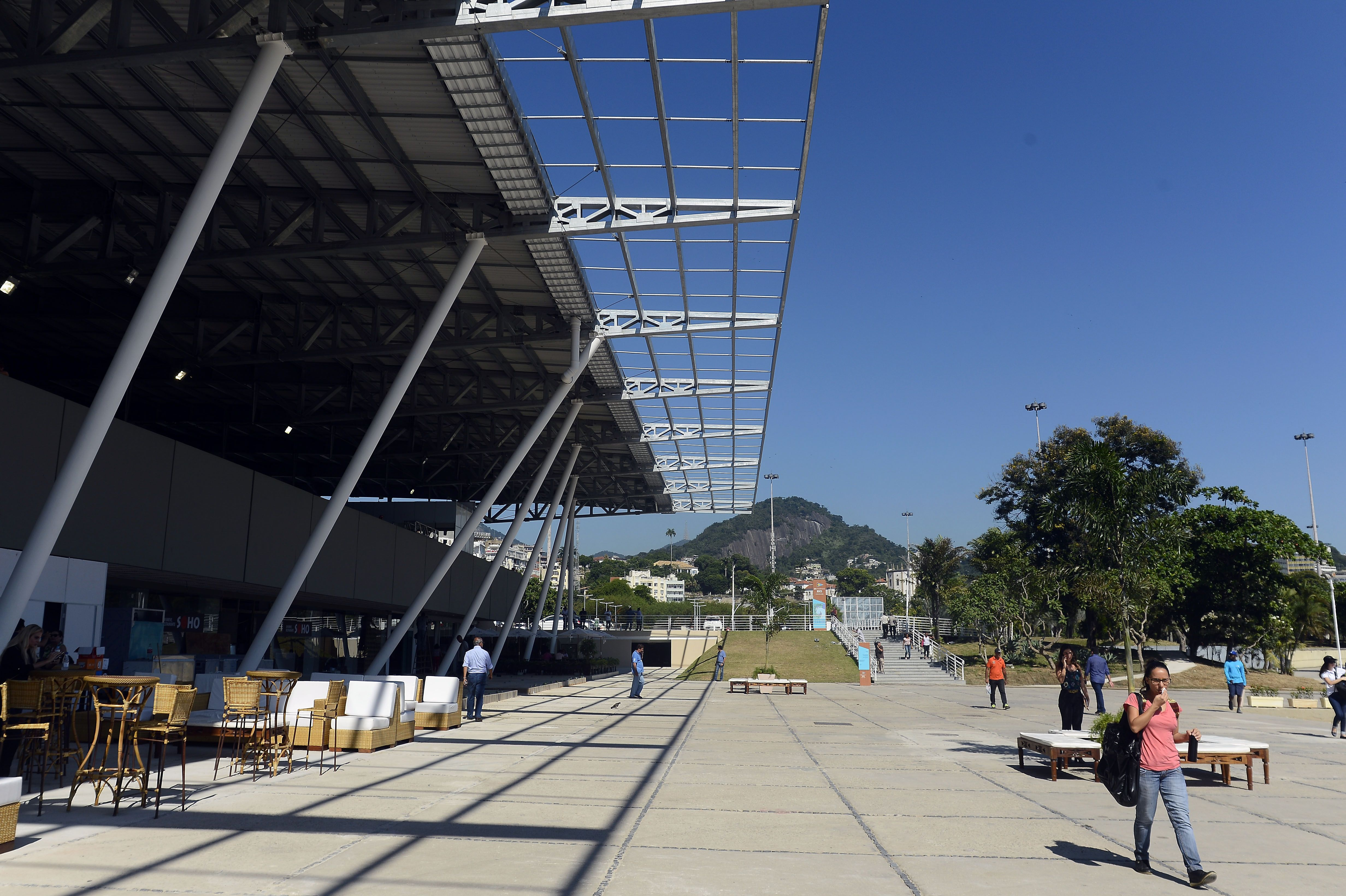
Veranstaltungs- und Geschäftskomplex der im Zuge der Renovierung 2016 entstanden ist
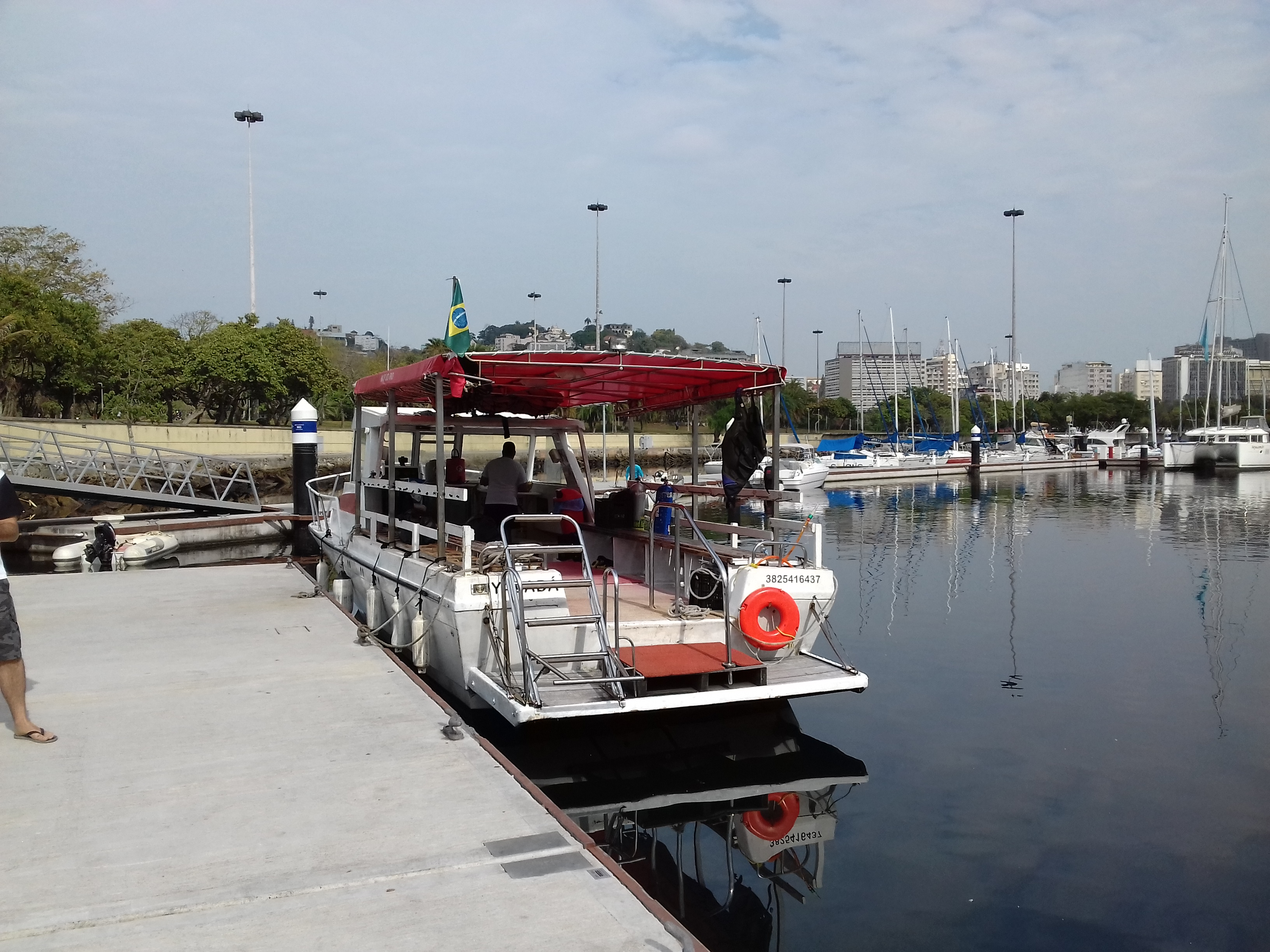
Boot der Tauchbasis in der Marina da Glória